# 25-ös busz (Pécs)
A pécsi 25-ös jelzésű autóbusz a Budai Állomás, illetve Gesztenyés és Patacs között közlekedik. A Benczúr Gyula utcai forduló egy Y forduló, általában szóló buszok fordulnak itt, ám néha-néha előbukkan egy-egy csuklós jármű is.

## Története
1982-ben indul újra a sokáig szüneteltetett patacsi járat 25-ös jelzéssel Újmecsekaljáról.
2016. június 16-ától csak egy irányban, a Benczúr Gyula utca felé közlekedik. A járatok a Budai Állomástól és a Gesztenyéstől is indulnak. Az ellenkező irányban más jelzésű autóbuszok járnak.
2017. szeptember 1-jétől a Budai Állomástól induló buszok az Autójavítót nem érintik, a Gyárvárosi templom után rögtön a Dózsa György utca felé közlekednek.

## Útvonala
| Benczúr Gyula utca → Uránváros → Árkád → Budai Állomás | Budai Állomás → Árkád → Uránváros → Benczúr Gyula utca |
| --- | --- |
| Benczúr Gyula utca – Kovács Béla utca – Pázmány Péter utca – Fő utca – Pellérdi út – Rácvárosi út – Páfrány utca – Uránváros – Páfrány utca – Szigeti út – Hungária utca – Rákóczi út – Rákóczi út – Zsolnay Vilmos utca – Lánc utca – Király utca – Felsővámház utca – Vadász utca – Dózsa György utca, forduló – Vadász utca – Engel János József utca – Zsolnay Vilmos utca – Budai Állomás | Budai Állomás – Schroll József utca – Zsolnay Vilmos utca – Puskin tér – Gyöngyösi István utca – Vadász utca – Felsővámház utca – Király utca – Lánc utca – Zsolnay Vilmos utca – Rákóczi út – Rákóczi út – Hungária utca – Szigeti út – Páfrány utca – Uránváros – Páfrány utca – Rácvárosi út – Pellérdi út – Fő utca – Pázmány Péter utca – Kovács Béla utca – Benczúr Gyula utca |

## Megállóhelyei
| 25 (Budai Állomás – Árkád – Uránváros – Benczúr Gyula utca) |                                      |          | |               |
| Perc (↓)                                                    | Megállóhely                          | Perc (↑) | Megállóhelyet érintő járatok | Létesítmények |
| 0                                                           | Budai Állomás végállomás             | 34       | 2, 2A, 2E, 4, 4Y, 12, 13, 13E, 13Y, 14, 14Y, 15, 15A, 16, 25, 26, 26A, 30Y, 60, 60A, 60Y, 102, 102Y, 104, 104A, 104E, 104Y · Helyközi autóbuszok                                                                                                |               |
| 1                                                           | Budai Állomás                        | ∫        | 2, 2A, 2E, 4, 4Y, 12, 13, 13E, 13Y, 14, 14Y, 15, 15A, 16, 25, 26, 26A, 30Y, 60, 60A, 60Y, 102, 102Y, 104, 104A, 104E, 104Y · Helyközi autóbuszok                                                                                                |               |
| 3                                                           | Gyárvárosi templom                   | 33       | 2, 2A, 4, 4Y, 13, 13E, 13Y, 14, 14Y, 15, 15A, 25, 26, 26A, 30Y, 60, 60A, 60Y, 102, 102Y, 104, 104A, 104E, 104Y |               |
| ∫                                                           | Autójavító                           | 31       | 2, 2A, 4, 4Y, 13, 13E, 13Y, 14, 14Y, 15, 15A, 20, 21, 21A, 25, 26, 30Y, 60, 60A, 60Y, 102, 102Y, 104, 104A, 104E, 104Y, 121 · Helyközi autóbuszok                                                                                               |               |
| ∫                                                           | Engel János József utca              | 30       | 25, 26, 27, 27Y, 40, 121 |               |
| 4                                                           | Dózsa György utca                    | 29       | 25, 26, 27Y |               |
| 5                                                           | Engel János József utca              | 28       | 25, 26, 27, 27Y, 40, 121 |               |
| 6                                                           | Pósa Lajos utca                      | 27       | 25, 26, 27, 27Y, 40, 121 |               |
| 7                                                           | Ledina                               | 26       | 25, 26, 27, 27Y, 40, 121 |               |
| 8                                                           | Bóbita Bábszínház                    | 25       | 25, 26, 27, 27Y, 40, 121 |               |
| 9                                                           | Major utca                           | 24       | 25, 26, 27, 27Y, 40, 121 |               |
| 11                                                          | Búza tér                             | 23       | 25, 26, 27, 27Y, 28, 28A, 28Y, 29, 30Y, 33, 38, 38Y, 39, 40, 44, 121, 140 |               |
| ∫                                                           | Rákóczi út                           | 21       | 20, 21, 21A, 22, 23, 23Y, 24, 25, 26, 27, 27Y, 28, 28Y, 29, 33, 38, 38Y, 39, 40, 44, 60, 60A, 60Y, 121, 140 |               |
| 13                                                          | Árkád                                | 19       | 2, 2A, 2E, 3, 3E, 4, 4Y, 6, 6E, 7, 7Y, 8, 13, 13E, 13Y, 14, 14Y, 15, 15A, 22, 23, 23Y, 24, 25, 26, 26A, 27, 27Y, 28, 28A, 28Y, 29, 30, 33, 38, 38Y, 39, 40, 60, 60Y, 73, 73Y, 102, 102Y, 103, 104, 104A, 104E, 104Y, 107E, 109E, 130, 130A, 140 |               |
| 15                                                          | Zsolnay-szobor                       | 17       | 2, 2A, 2E, 3, 3E, 6, 6E, 7, 7Y, 8, 13Y, 14, 14Y, 22, 23, 23Y, 24, 25, 26, 26A, 27, 27Y, 28, 28A, 28Y, 29, 30, 31, 32, 32Y, 34, 34Y, 35, 35Y, 36, 37, 38, 38Y, 39, 40, 44, 46, 47, 73, 73Y, 102, 102Y, 103, 107E, 109E, 130, 140                 |               |
| 16                                                          | Kórház tér                           | 15       | 2, 2A, 2E, 25, 26, 26A, 27, 27Y, 28, 28A, 28Y, 29, 30, 31, 32, 32Y, 34, 34Y, 35, 35Y, 36, 37, 44, 46, 47, 102, 102Y, 103, 107E, 109E, 130 |               |
| 18                                                          | Petőfi utca                          | 13       | 2, 2A, 2E, 25, 26, 26A, 27, 27Y, 28, 28A, 28Y, 29, 37, 46, 47, 55, 102, 102Y, 107E, 109E |               |
| 20                                                          | KEDPLASMA plazma központ             | ∫        | 2, 2A, 2E, 25, 26, 26A, 27, 27Y, 28, 28A, 28Y, 55, 102, 102Y, 107E |               |
| 21                                                          | Egyetemváros                         | 11       | 2, 2A, 2E, 25, 26, 26A, 27, 27Y, 28, 28A, 28Y, 29, 55, 102, 102Y, 107E |               |
| 22                                                          | Gyümölcs utca                        | 10       | 25, 26, 26A, 27, 27Y, 28, 28A, 28Y, 29 |               |
| 23                                                          | Szigeti út, Szántó Kovács János utca | 9        | 25, 26, 27, 27Y, 28, 28A, 28Y, 29, 107E |               |
| 26                                                          | Uránváros                            | 7        | 1, 2, 2A, 2E, 4, 4Y, 21, 21A, 22, 23, 23Y, 24, 25, 25A, 26, 26A, 27, 27Y, 28, 28A, 28Y, 29, 102, 102Y, 104, 104A, 104E, 104Y, 107E, 121 · Helyközi autóbuszok                                                                                   |               |
| 28                                                          | Bolgár köz                           | 5        | 25, 25A, 26, 26A, 27, 27Y, 28, 29 |               |
| 29                                                          | Rácváros                             | 4        | 25, 25A, 26, 26A, 27, 27Y, 28, 29 |               |
| 30                                                          | Patacsi elágazás                     | 3        | 25, 25A, 26, 26A, 27, 27Y, 28, 29 · Helyközi autóbuszok |               |
| ∫                                                           | Patacsi elágazás                     | 3        | 25, 25A, 26, 26A, 27, 27Y, 28, 29 · Helyközi autóbuszok |               |
| 31                                                          | Patacsi Kultúrház                    | 2        | 25, 27, 27Y |               |
| 32                                                          | Kovács Béla utca                     | 1        | 25, 27, 27Y |               |
| 33                                                          | Benczúr Gyula utca végállomás        | 0        | 25, 27, 27Y |               |